# Tauriša

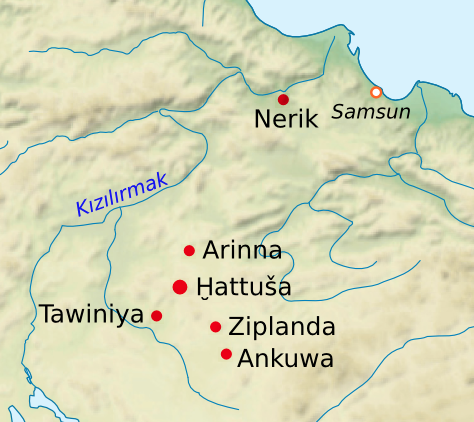
Tauriša lag vermutlich im Dreieck Ḫattuša, Tawiniya und Ziplanda

Taurīša (hethitisch: URUta-ú-ri-i-ša; Ethnikon: luwisch: ta-ú-ri-ši-iz-za) war ein hethitischer Kultort im Kerngebiet des Landes Ḫatti. Seine genaue Lage ist unbekannt. Anhand der hethitischen Texte lag es auf dem Weg von Ḫattuša nach Tawiniya. Die Kulte von Tauriša zeigen luwische und hurritische Einflüsse.

## Schutzgott von Tauriša
Der Schutzgott von Tauriša (URUTaurišizzaš wašḫaz dKAL, luwisch: Taurisizzas wasḫaz *Kruntiyas „taurisäischer geheiligter Kruntiya“) war ein luwischer Gott, der in hethitischen und luwischen Texten genannt wird. Als sein Vater wird der Sonnengott Tiwad, als seine Mutter die Heil- und Magiegöttin Kamrušipa genannt. Dieselbe Götterfamilie erscheint in einem bruchstückhaft überlieferten Mythos, wonach die „Große Gottheit“ aus Groll, weil sie nicht zu einem Götterfest des Wettergottes eingeladen wurde, das Meer und die Erde aufwallen lässt und auch die Glieder der Menschen. Dieser Mythos ist in ein Heilritual eingebunden. Ein Schutzgott mit dem Beinamen Wasḫaz wurde auch in Karaḫna verehrt.

## Feste und Rituale in Tauriša

### Das AN.TAḪ.ŠUM-Frühlingsfest
Der Schutzgott von Tauriša wurde in einer älteren Version des AN.TAḪ.ŠUM-Festes am 22., 23. und 24. Tag verehrt, während in einer jüngeren Version diese Tage bereits zum Fest der hurritischen Göttin Šauška von Ḫattarina gehörte, welches bis zu, 27. Tag in der hethitischen Hauptstadt Ḫattuša gefeiert wurde. Während in der jüngeren Version des Festes am 22. Tag im Tempel der Göttin Aškašepa Šauška von Ḫattarina verehrt wurde, nennt eine bruchstückhafte Textstelle den Tempel des Schutzgottes von Tauriša und einen Zedernhain. Am 23. Tag begaben sich, nach der älteren Version, das hethitische Königspaar in den „Garten der Geheimnisse“ (hethitisch: GIŠKIRI6 ḫarwašiyaš), wo der Schutzgott von Tauriša und Ea verehrt wurden. Anderntags wurden im Tempel des Wettergottes von Ḫalba der Schutzgott von Tauriša zusammen mit der Quellmutter Kalimma verehrt.
Unklar ist, ob die Feierlichkeiten des Schutzgottes von Tauriša in seinem Tempel in der Hauptstadt gefeiert wurden oder in Tauriša, welches nicht allzu weit von Ḫattuša entfernt lag. Vermutlich wurde ursprünglich zumindest ein Teil des Festes tatsächlich in Tauriša gefeiert, später aber, weil das Festprogramm zu gedrängt wurde, nur noch in der Hauptstadt selbst abgehalten.

### Das Fest im Wald von Tauriša
Der hethitische Ritualtext „Wenn der König im Wald von Tauriša dem Schutzgott von Tauriša das AN.TAḪ.ŠUM-Fest feiert“ beschreibt ausführlich die im Wald vollzogenen Rituale. Allgemein wird angenommen, dass diese am 32. Tag des AN.TAḪ.ŠUM-Festes stattfanden, doch ist dies nicht sicher.
Dabei wurden dem Schutzgott von Tauriša und anderen Gottheiten drei AN.TAḪ.ŠUM-Pflanzen, Brot, Gebäck, Mehl, Bier und Wein und zudem Tiere geopfert, wobei die Quellmutter Kalimma ein Extrabrot erhielt. Die hier beopferten Gottheiten waren der Reihe nach der Schutzgott von Tauriša, die Quellmutter Kalimma, der ursprünglich hattische Götterschmied Ḫašamili, die Quelle Kuwannani („die Kupferblaue“), die luwischen Āššiya-Gottheiten, der Wettergott des Waldes, die Flussgöttin Zuliya, der Schutzgott des Flusses und die Torwächtergottheiten Šalawaneš, sowie mehrere Personifikationen, wie „geringer Ort“ (heth. tepu pēdan), womit möglicherweise das Grab gemeint ist, „wahre Zunge“ (heth. lalaš ḫandanz), vielleicht das Schicksalswort des Todes, „Zeitpunkt der Abtrennung“ (heth. ZI.PU šarrumar) und „günstiger Tag“, letztere beide sind Euphemismen für die Todesstunde und den Todestag. Genannt wird zudem noch ein „Gottesfels“ (heth. ḫekur siunas).

### Weitere Rituale
Tauriša wurde zudem noch bei einer Kultreise besucht, bei der vermutlich ein Götterbild herumgefahren wurde. Die Reise scheint in Ḫattuša begonnen zu haben und führte direkt nach Tauriša, wo der Schutzgott von Tauriša Trankopfer erhielt. Als erstes wurde danach der Wald von Tauriša aufgesucht, wo der Waldpriester dem Wettergott des Waldes Brot- und Trankopfer darbrachte. Die nächste Station war ein Wachturm (heth. auri-), wo das Kultbild eingekleidet wurde. Von da ging die Reise mit dem Wagen nach Ḫāḫiša, wo Tempelmusikerinnen Bier und Brot für Opfer bereithielten. Hier wurde dem Berggott Dāḫa geopfert. Da dieser Berg bei der Kultstadt Zippalanda lag, dürfte Tauriša nicht allzu weit von dieser Stadt entfernt gelegen haben.

### Herbeirufung der Zederngötter
Ein Ritual, das dazu diente die Zederngötter ins Land Ḫatti zu locken, wurde teilweise in Tauriša durchgeführt. Dort wurde bei einer Quelle ein Altartisch aufgestellt und dann davor sieben „Quellen“ gegraben und ein Gemisch aus Wasser und verschiedenen Getränken in diese gegossen, zudem wurden Brotstücke in diese geopfert.
„Wenn ihr männlichen Zederngötter zu den Quellen gebracht seid, seht, so ziehen wir euch jetzt aus den sieben Quellen heraus; nun kommt herauf!“
Dann folgten Vogelopfer. Danach wurden auf einer Felsterrasse (hethitisch: paššu-) in Tauriša die Zederngötter von den Bergen herbeigezogen. Die Berggötter wurden aufgefordert für die Götter die Gebirge zu ebnen. Auch dieses Ritual endet mit Vogelopfern.